# Joe Willis
Joseph 'Joe' Willis (Saint Louis, 10 augustus 1988) is een Amerikaans voetballer die uitkomt voor Houston Dynamo in de Major League Soccer. 

## Clubcarrière
Willis werd als vijftigste gekozen door DC United in de MLS SuperDraft 2011. Hij tekende een contract bij de club op 16 maart 2011. Op 13 augustus 2011 maakte hij tegen de Vancouver Whitecaps zijn debuut. De wedstrijd werd met 4-0 gewonnen door DC United en Willis werd gekozen als 'man van de wedstrijd'. Op 8 november 2012 viel hij in in een play-off wedstrijd tegen New York Red Bulls om, de met rood weggestuurde, Bill Hamid te vervangen. Hij stopte in die wedstrijd een penalty van Kenny Cooper waardoor DC United de wedstrijd met 1-0 won. Op 31 maart 2014 werd hij verhuurd aan Richmond Kickers uit de USL Pro. Daar maakte hij op 30 maart 2014 tegen Charleston Battery zijn debuut.
Op 8 december 2014 werd Willis samen met Samuel Inkoom naar Houston Dynamo gestuurd inruil voor Andrew Driver.